# Mordella curta
Mordella curta es una especie de coleóptero de la familia Mordellidae.

## Distribución geográfica
Habita en Sumatra.